# Sergei Sergejewitsch Babkin
Sergei Sergejewitsch Babkin (russisch Сергей Сергеевич Бабкин; * 25. September 2002 in Wolgograd) ist ein russischer Fußballspieler.

## Karriere
Babkin begann seine Karriere bei Anschi Machatschkala. Zur Saison 2019/20 wechselte er in die Jugend von Lokomotive Moskau. Im April 2021 debütierte er für das Farmteam der Moskauer, Lokomotive-Kasanka Moskau, in der drittklassigen Perwenstwo PFL. Bis zum Ende der Saison 2020/21 kam er zu elf Drittligaeinsätzen für Kasanka. Im Juli 2021 debütierte er im Supercup gegen Zenit St. Petersburg für die Profis von Lok. Im selben Monat gab er auch sein Debüt in der Premjer-Liga, als er am ersten Spieltag der Saison 2021/22 gegen Arsenal Tula in der 89. Minute für Fjodor Smolow eingewechselt wurde. Bis Saisonende kam er zu 15 Einsätzen.
Nach einem weiteren Einsatz zu Beginn der Saison 2022/23 wurde Babkin im September 2022 innerhalb der Liga an Krylja Sowetow Samara verliehen.